# وفاة كيم ايل سونغ
توفي كيم إيل سونغ بعد ظهر يوم 8 يوليو 1994 عن عمر 82. ولم تبلغ حكومة كوريا الشمالية عن الوفاة لأكثر من 34 ساعة بعد وقوعها. تم الإعلان عن فترة حداد رسمية من 8 إلى 17 يوليو، تم خلالها تنكيس العلم الوطنيجميع أنحاء البلاد، وتم حظر جميع أشكال التسلية والرقص. 
وقالت اذاعة بيونجيانج ان كيم استسلم لمضاعفات ناجمة عن سكتة دماغية نتيجة للضغوط النفسية. [بحاجة لمصدر] في السنوات التي سبقت وفاته، كان يتلقى العلاج من مرض السكري بالإضافة إلى تصلب شرايين قلبه. [بحاجة لمصدر]

## خلفية
في وقت متأخر من صباح يوم 8 يوليو 1994، انهار كيم ايل سونغ في هيانغسان على اثر نوبة قلبية مفاجئة. بعد النوبة القلبية، أمر نجله كيم جونغ إيل فريق الأطباء الذين كانوا باستمرار إلى جانب والده بالمغادرة، ورتب لنقل وإحضار أفضل الأطباء في البلاد جوا من بيونغ يانغ. بعد عدة ساعات وصل الأطباء من بيونغ يانغ، وعلى الرغم من جهودهم لإنقاذه، توفي كيم إيل سونغ. تم إعلان وفاته بعد ثلاثين ساعة، مع احترام فترة الحداد الكونفوشيوسية التقليدية. 
أدت وفاة كيم ايل سونغ إلى الحداد على الصعيد الوطني وأعلن كيم جونغ إيل فترة حداد لمدة عشرة أيام. حضر جنازته في بيونغ يانغ مئات الآلاف من الناس من جميع أنحاء كوريا الشمالية. تم وضع جثة كيم ايل سونغ في ضريح عام في قصر كومسوسان التذكاري، حيث يرقد جسده المحفوظ والمحنط تحت تابوت زجاجي لأغراض المشاهدة. يرتكز رأسه على وسادة على الطريقة الكورية وهو مغطى بعلم حزب العمال الكوري. تم بث فيديو للجنازة في بيونغ يانغ على عدة شبكات، ويمكن العثور عليه الآن على مواقع مختلفة.  استمرت فترات حداد أخرى حتى الذكرى الثالثة لوفاته في عام 1997. 

### شبه الجزيرة الكورية

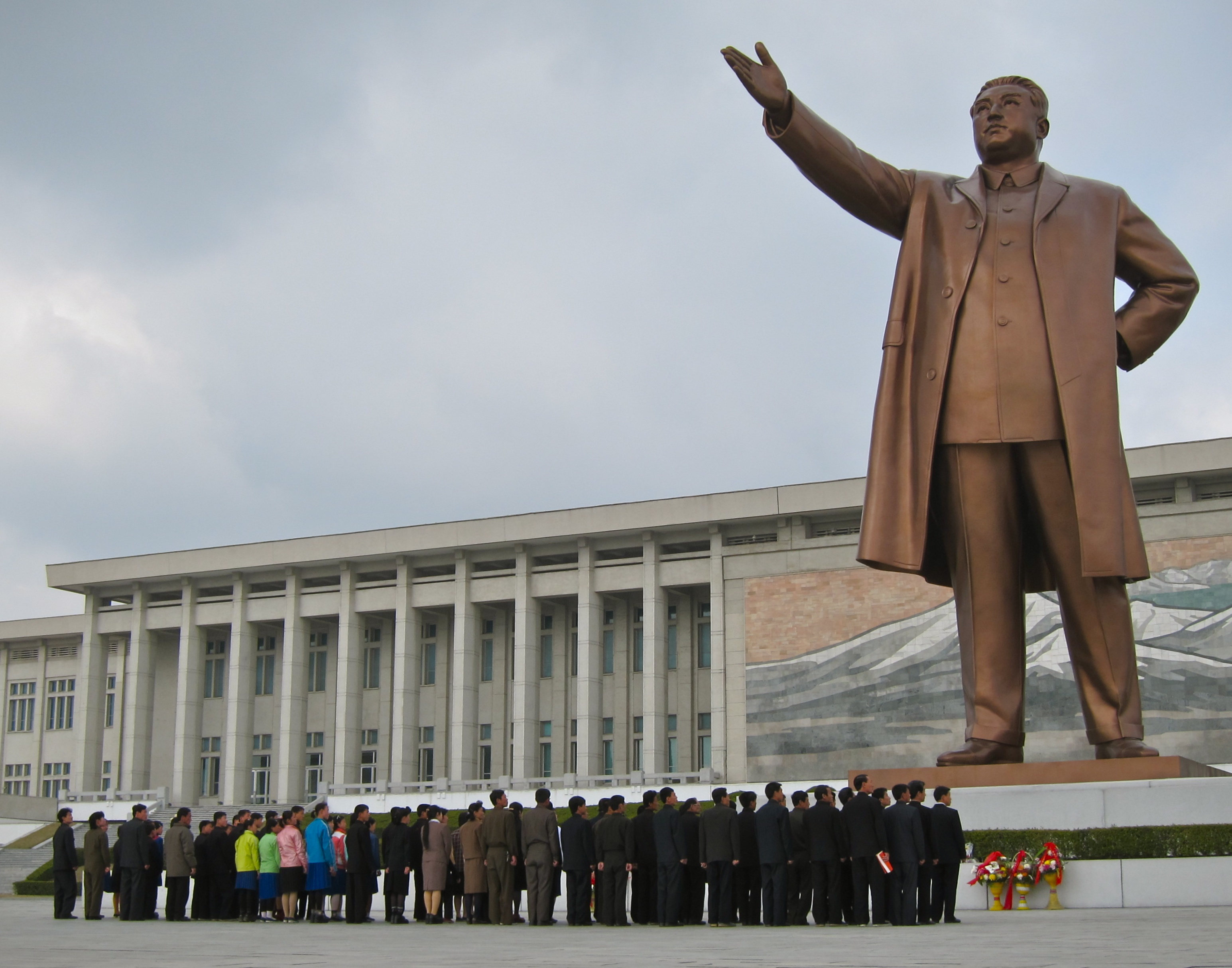
التمثال الأصلي لكيم ايل سونغ على تل مانسوداي (1972-2012)